# Comalcalco
Comalcalco es una ciudad, cabecera del municipio del mismo nombre, en el estado mexicano de Tabasco; es la tercera ciudad en importancia económica, académica, política y la tercera aglomeración urbana más grande del estado, así como la decimocuarta más poblada del sureste de México, cuenta con una importante actividad económica derivada de la producción de cacao y petróleo. A la ciudad también se le conoce popularmente con el sobrenombre de "La Perla de la Chontalpa".

## Toponimia
Su nombre proviene del vocablo nahuatl Comalli-calli-co, donde Comalli= comal, calli= casa, y co= terminación toponímica, lo que se traduce como "casa de los comales".
El nombre original de la ciudad prehispánica, cuyo centro ceremonial se encuentra a 5 km del centro de la actual ciudad, era "Joy Chan", que proviene del maya y significa "cielo rodeado".

## Historia
El auge de la ciudad maya de Comalcalco se puede situar entre los años 300 a 900 d. C., en el periodo Clásico y Clásico Tardío de la cultura maya y la cronología mesoamericana.
Comalcalco es la ciudad más occidental establecida por la población maya (sin contar a los huastecos, hablantes de maya pero cuya separación temprana del tronco común, les impidió compartir los rasgos culturales de los mayas clásicos). El nombre de la ciudad en maya era "Joy Chan", sin relación con el nombre actual, de origen Maya Chontal. El florecimiento de la Comalcalco maya siguió al de Palenque, y se basó en las redes comerciales establecidas por los mayas chontales en todo el Golfo de México meridional y alrededor de la península de Yucatán. A la llegada de los conquistadores españoles la ciudad ya estaba abandonada, y el área estaba habitada por los chontales, una rama de los mayas que hablan el idioma chontal de Tabasco, de la subfamilia chol-tsotsil.

### Fundación
La hoy Ciudad de Comalcalco fue fundada el 27 de octubre de 1827, según Decreto del H. Congreso del Estado de fecha 25 de octubre y firmado por Juan Mariano Sale, Diputado Presidente y Antonio Solana y Fausto Gordillo Diputados Secretarios; siendo publicado y hecho circular por Marcelino Margalli, Gobernador del Estado y José Mariano Troncoso como Secretario, el 27 de octubre de 1827. 
El pueblo fue localizado en la ranchería río Seco del municipio de Jalpa (hoy Jalpa de Méndez) y el decreto señala que quedaría situado en la isla que se encuentra en el centro del río; fue denominado "San Isidro de Comalcalco".

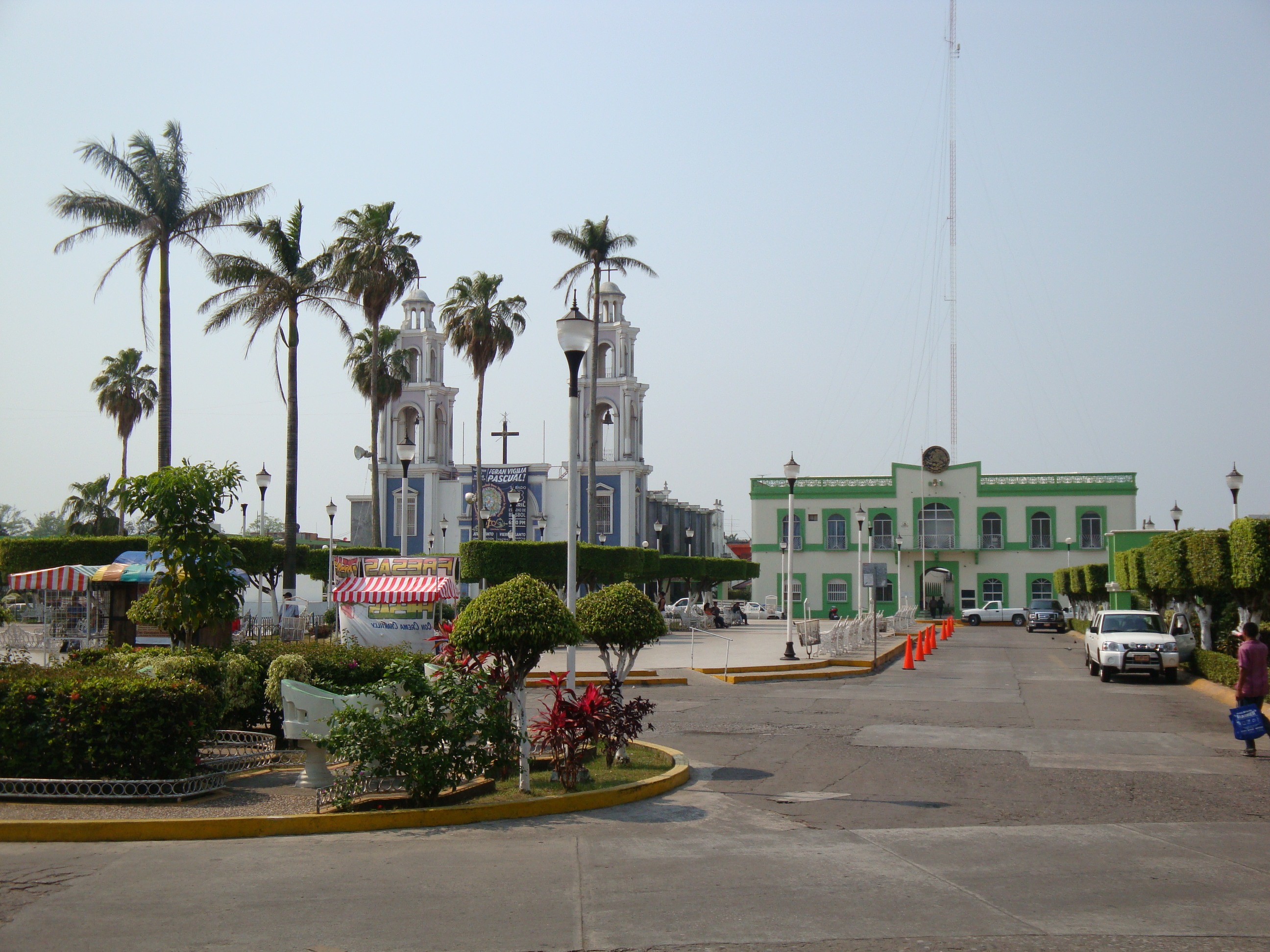
Parque principal, ciudad de Comalcalco.

Ante tal acontecimiento, las primeras autoridades buscaron las lomas más altas de los islotes para establecer la casa de Gobierno, la Iglesia, la Plaza Pública y el Cementerio. Especial interés pusieron en la Plaza Pública, pues sería el centro de reunión para la sociedad del naciente pueblo. En forma rústica se destinó el espacio que sería el parque. Poco tiempo después, el sereno Jacobo Centeno, encendía las farolas las noches de los domingos, jueves y días festivos, para el regocijo de los paseantes.
Para entrar a la población, tenían que cruzar por algunos puentes hechos de gruesos árboles, como el paso de San José, el paso de Doña María Cruz, después conocido como paso del Callejón de las Bailonas, el Paso de don Victoriano y la principal entrada al pueblo era el puente de Santo Domingo, llamado así por estar frente al rancho del mismo nombre, al oriente de la población. Entre 1845 y 1855 debe haber sido elevada a Villa el Pueblo de Comalcalco, aunque este decreto no ha sido encontrado en la H. Cámara de Diputados.
El 14 de noviembre de 1834 se crea el Primer Ayuntamiento de Comalcalco o lo que es igual, se eleva a municipio San Isidro de Comalcalco, incluyendo en su jurisdicción lo que hoy es el municipio de Paraíso. 

### Intervención francesa
El 8 de octubre de 1863, en la villa de Comalcalco, se alza en armas en contra de los invasores franceses, el coronel Gregorio Méndez Magaña, quien había participado con el gobernador Victorio Victorino Dueñas en la defensa de San Juan Bautista, y que se convertiría en el alma de la insurrección tabasqueña. 
Gregorio Méndez, comienza su lucha contra el ejército invasor siendo auxiliado entonces por los comalcalquenses Regino Hernández, Mamerto González, Bernabé Fuentes y Crescencio Rosaldo. Sin embargo los liberales tabasqueños son derrotados el día 9 en Comalcalco, por lo que Gregorio Méndez viaja a la villa de San Antonio de Cárdenas y se une a las fuerzas de Andrés Sánchez Magallanes.
Ya mejor organizados, Gregorio Méndez y sus hombres tomaron Comalcalco el 20 de octubre de ese mismo año, siendo recibidos con muestras de entusiasmo por la población. El jefe de la fuerza invasora Manuel Romanco, huyó a la capital del estado.
Instalado en Comalcalco, Gregorio Méndez reorganizó su ejército y reclutó voluntarios de los alrededores para engrosar sus filas, llegando gente de Paraíso, Jalpa y Cunduacán.
El 24 se integraron personas de Paraíso, Comalcalco y de San Juan Bautista. Gregorio Méndez procede, después, a organizar sus fuerzas. Ocupa cuatro días del 25 al 28 en disciplinar al máximo a sus tropas que, ya para entonces, ascendían a 350 hombres modestísimamente pertrechados.

"La amplia plaza de Comalcalco sirve para formar la tropa, y los que tenían rudimentarios conocimientos guerreros aprovecharon los días 23 al 28 para impartir disciplina a esta gente, que muchas de ella no hablaban castellano, había indígenas de Huimanguillo, mayas de Comalcalco, zoques de Cunduacán, chontales de Jalpa, tropa mal vestida y peor calzada que iba en aumento, ascendiendo a trecientos cincuenta hombres..."
Gregorio Méndez 28 de octubre de 1863 por la tarde

Por Decreto del H. Congreso del Estado, fechado el 20 de septiembre de 1897, es elevada en justo reconocimiento a su empuje y laboriosidad y a su reconocido patriotismo, a la categoría de ciudad, y a partir de esa fecha se denomina Comalcalco.

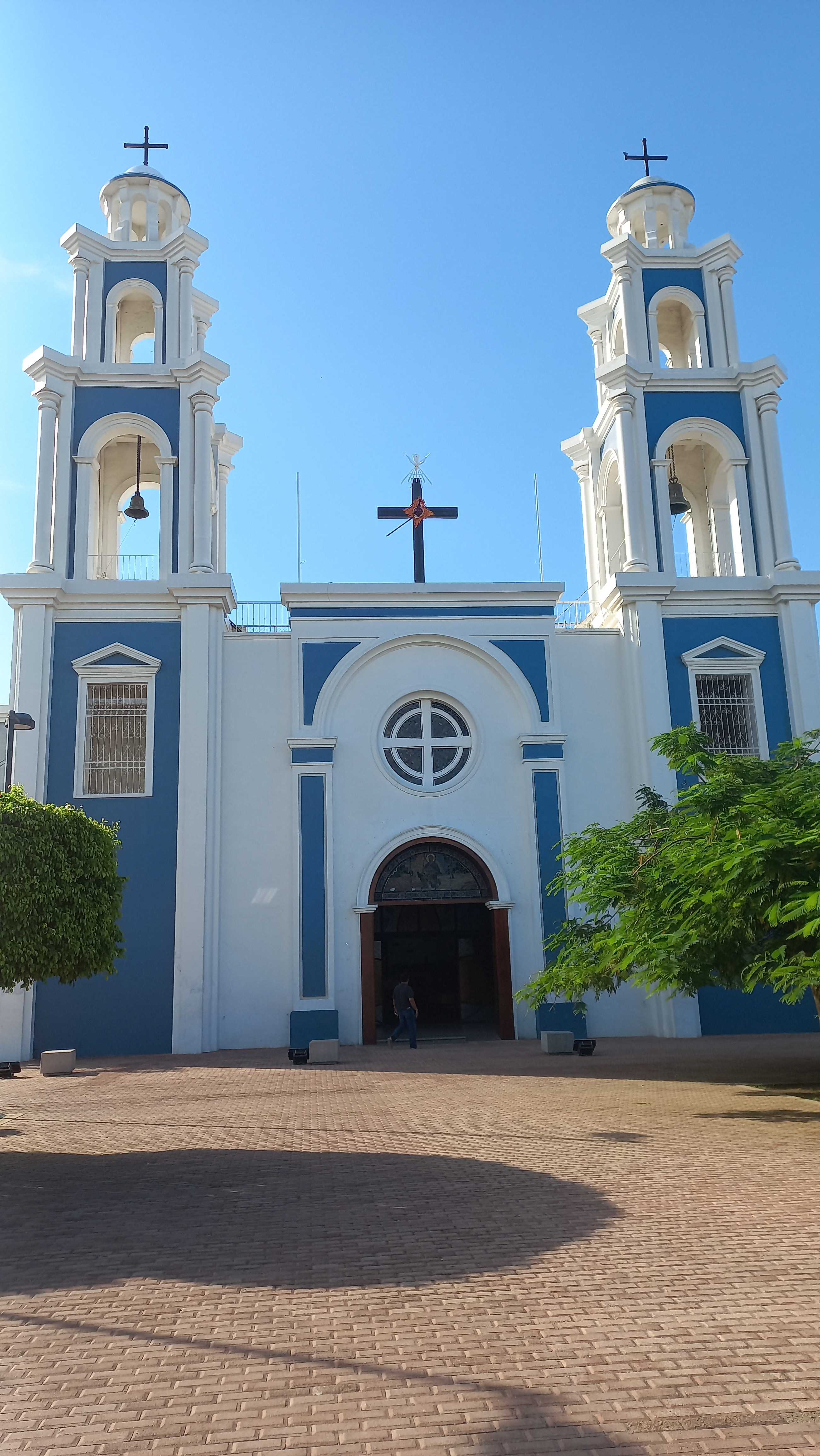
Iglesia de San Isidro Labrador.

## Clima
La ciudad tiene un clima cálido tropical con abundantes lluvias en verano, tiene una temperatura media anual de 26.4 °C, siendo la máxima media mensual en mayo con 40.5 °C, y la mínima media en diciembre y enero con 22 °C. El régimen de precipitaciones se caracteriza por un total de caída de agua de 2 mil 052 milímetros con un promedio máxi-mo mensual de 342 milímetros en el mes de septiembre y una mínima mensual de 6 milímetros en el mes de abril. Las mayores velocidades del viento se concentran en los meses de noviembre y diciembre con velocidades que alcanzan los 30 kilómetros por hora presentándose en junio las menores, con velocidades de 18 kilómetros por hora. De acuerdo con la carta de clima editada por S. P. P.[cita requerida]
En el 2024, una ola de calor provocó la muerte masiva de monos araña, monos aulladores, pericos, tecolotes, ardillas y otras especies.

## Infraestructura
La ciudad de Comalcalco es la tercera más importante en economía y tamaño del estado de Tabasco. Cuenta con todos los servicios urbanos como son:
- Agua potable
- Alcantarillado
- Servicio de telefonía celular y convencional
- Internet
- Calles pavimentadas con concreto
- Alumbrado público
- Seguridad pública
- Panteón municipal
- Servicio de correos y telégrafos
- Amplias avenidas
- Parques
- Central de autobuses
- Sitios de taxis

Es una de las pocas ciudades del país que se encuentra totalmente pavimentada, con drenaje y agua potable, aun en sus colonias más humildes. Igualmente los servicios de teléfono y electricidad cubren toda esta área.

## Economía

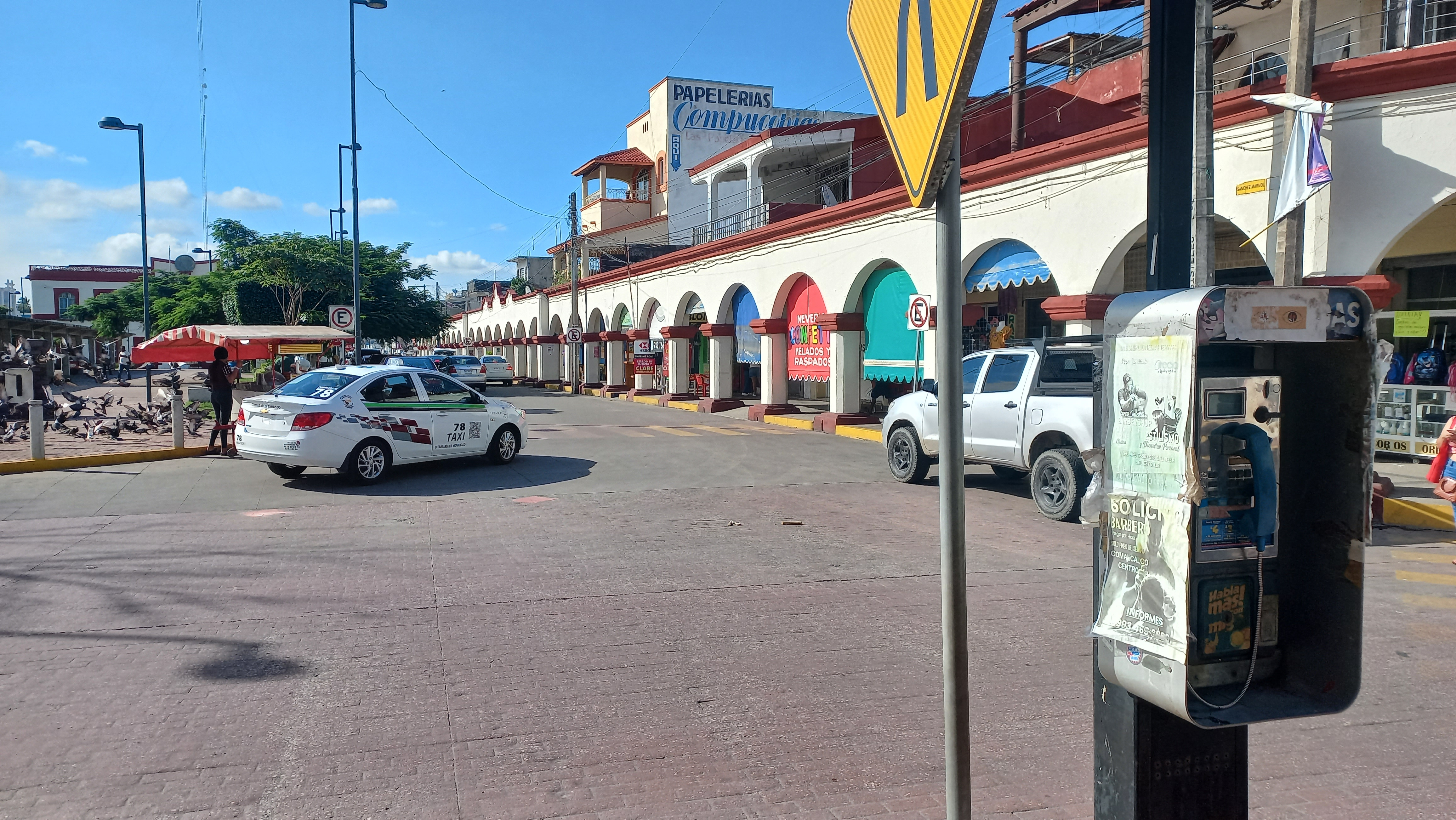
Portales del Parque Juárez.

La principal actividad en la ciudad, es la actividad petrolera, ya que existen importantes oficinas de Petroleos Mexicanos en las que se controlan gran cantidad de campos petroleros de la zona, y también se encuentra el Activo Integral Bellota-Jujo. También existen en Comalcalco grandes sembradios de cacao y haciendas cacaoteras, es uno de los principales productores a nivel nacional ya que se exportan grandes toneladas anualmente, pues existen muchos productos derivados de esta materia prima como son: chocolate casero, el polvillo, el pozol, bebida típica de este lugar, es por eso que existen industrias dedicadas a elaborar productos derivados del cacao.

### Industria
En la ciudad se encuentra la fábrica de productos alimenticios y embutidos Salmi del Sureste, que distribuye sus productos en las principales tiendas de autoservicio del estado de Tabasco y todo el sureste del país; también existen importantes y prestigiosas fábricas de chocolate y derivados del cacao, como chocolates Cacep, Wolter, Córdoba, El Chontal, etc. Comalcalco es el principal productor y exportador de cacao de México y del mundo, su ruta del cacao fue considerada como el 4.º mejor lugar en el mundo para ir a comprar y consumir chocolate.

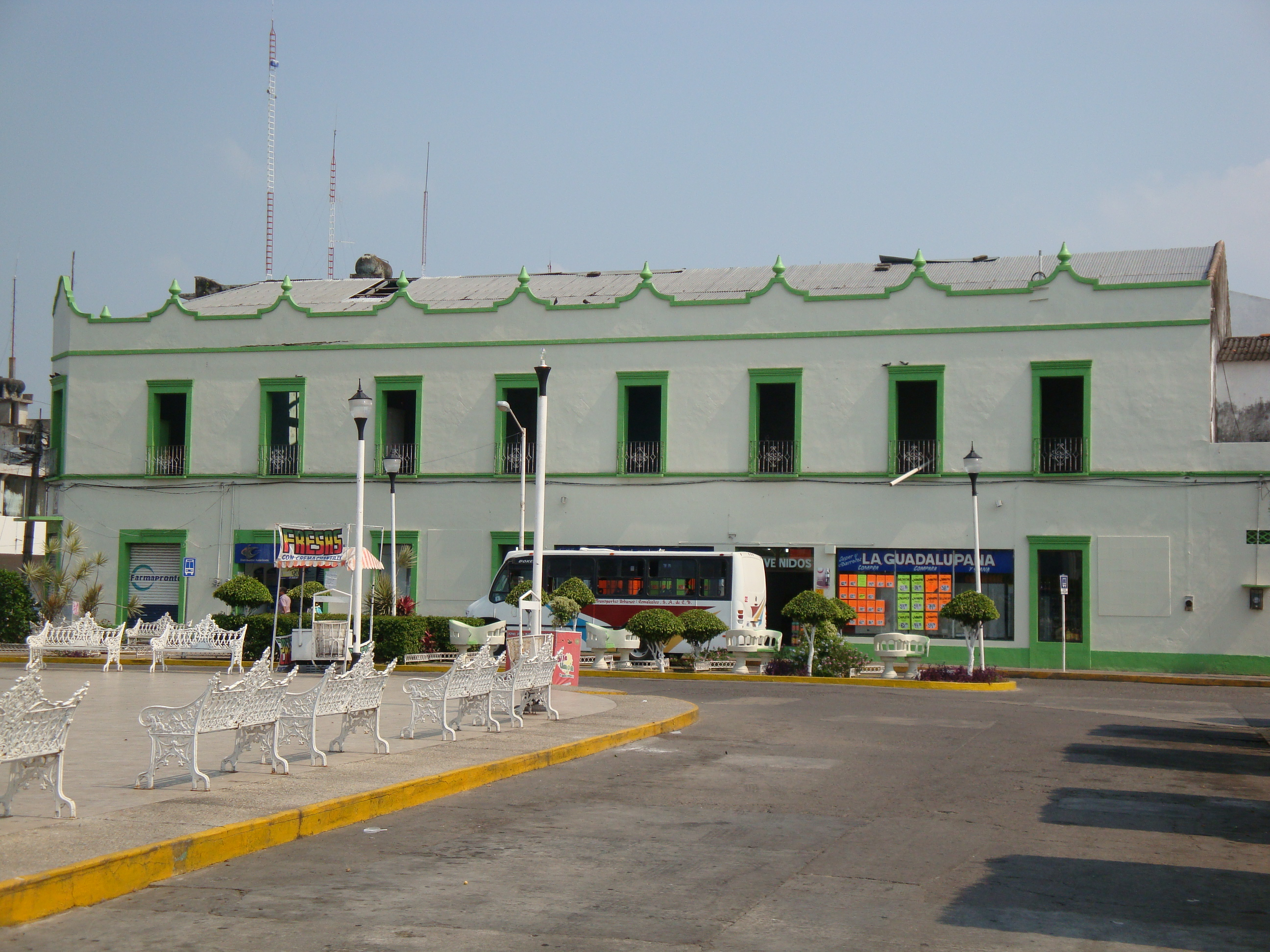
Edificio antiguo en el centro de la ciudad de Comalcalco.

### Comercio
Al ser la tercera ciudad más importante del estado, Comalcalco cuenta con una importante actividad comercial y su área de influencia llega a otras ciudades como Paraíso, Jalpa de Méndez y Cunduacán. Cuenta con todo tipo de comercio; cines, bares, hoteles, salones para eventos, tiendas de abarrotes, ropa, muebles, calzado, papelerías y libros. Además de: 
- Plaza Chedraui
- Soriana Mercado (Adolfo López Mateos y López Rayón)
- Bodega Aurrera (López Rayón y Adolfo López Mateos)

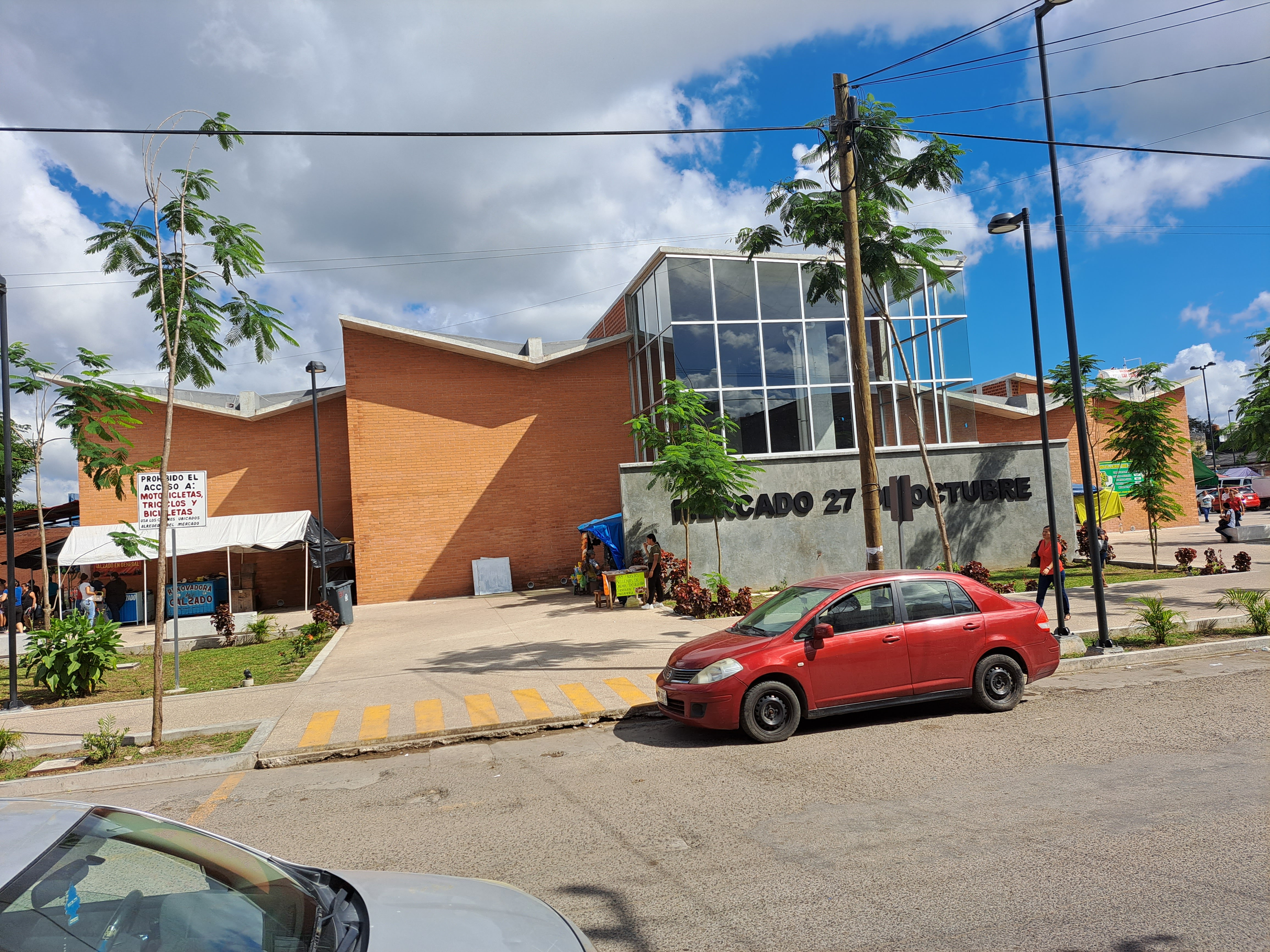
Mercado público "27 de Octubre" en el Centro de Comalcalco.

- Cinépolis
- Elektra
- Suburbia
- Coppel
- AutoZone
- Óptica Devlyn
- Oxxo

Farmacias:
- Farmacias Guadalajara
- Farmacias Similares
- Farmacias Yza
- Farmacias Del Ahorro
- Farmacias Unión

Supermercados:
- Abarrotera Sánchez
- Abarroteras Monterrey
- Soriana Express

Agencias automotrices:
- Dodge
- Chevrolet
- Toyota
- Nissan
- Volkswagen

 Restaurantes:
- Burger King
- Domino's Pizza
- Little Caesars Pizza
- Pizza Tauro
- Pizza Hits
- El Pollo Feliz
- Pollo Gigante
- Pollo Guerrero
- El Carboncito
- Sushi Express

Ferreteria y construcción:
- Boxito
- Eléctrica y Plomeria Silva
- Ferretianguis
- Fymsa
- La Ferre
- Santandreu

Bancos:
- BBVA
- Banamex
- Santander
- HSBC
- Scotiabank
- Banorte
- Inbursa
- Compartamos
- Bienestar

## Educación
La ciudad de Comalcalco cuenta con los servicios educativos de nivel básico y medio superior, tales como preescolar, primaria, secundaria, y bachilleratos como COBATAB n.° 3, CECyTE plantel 4, CONALEP plantel 291, entre otros.
También cuenta con planteles para educación de nivel superior, públicos: Instituto Tecnológico Superior de Comalcalco, la División Académica Multidisciplinaria de la Universidad Juárez Autónoma de Tabasco (UJAT), Universidad para el Bienestar "Benito Juárez" así como privados: El Instituto Universitario Puebla, el Instituto Universitario de Yucatán, la Universidad Mexicana del Sureste, la Universidad de los Ángeles y la Universidad Acrópolis.

## Gastronomía
La comida de comalcalco es variable: 
- Tamalitos de chipilín, de masa colada y cabeza de cerdo
- Maneas
- Chanchamitos
- Tostadas
- Enchiladas
- Carnitas
- Chirmole de pato
- Coco con panela
- Coco con piña
- Pozol
- Chocolate
- Picadillo de pavo
- Chirmole de pato
- Barbacoa
- Pescado frito y en caldo
- Pan de elote
- Arroz con leche
- Dulces de coco, piña, higo y nance
- Pozol blanco y con cacao
- Pozol con horchata
- Cacaotada
- Licor de cacao

## Medios de comunicación
Se cuenta con medios de comunicación locales: una radiodifusora: XHVX-FM 89.7 MHz "La Grande de Tabasco"; periódicos semanarios y quincenarios: "El Chompipe", "Golfo de México", "El Alacrán" y "Cámara de la Chontalpa"; se recibe además información a través de estaciones de radio, periódicos de la capital del estado y de la televisión estatal y nacional, sistemas de Cablevisión, Sky y Dish.
Cuenta con terminales de autobuses de primera y segunda clases, 9 oficinas de correo (2 administraciones, 3 expendios y 4 oficinas públicas), 2 oficinas de red telegráfica, telefonía celular, telefonía automática rural, radio telefonía e internet.

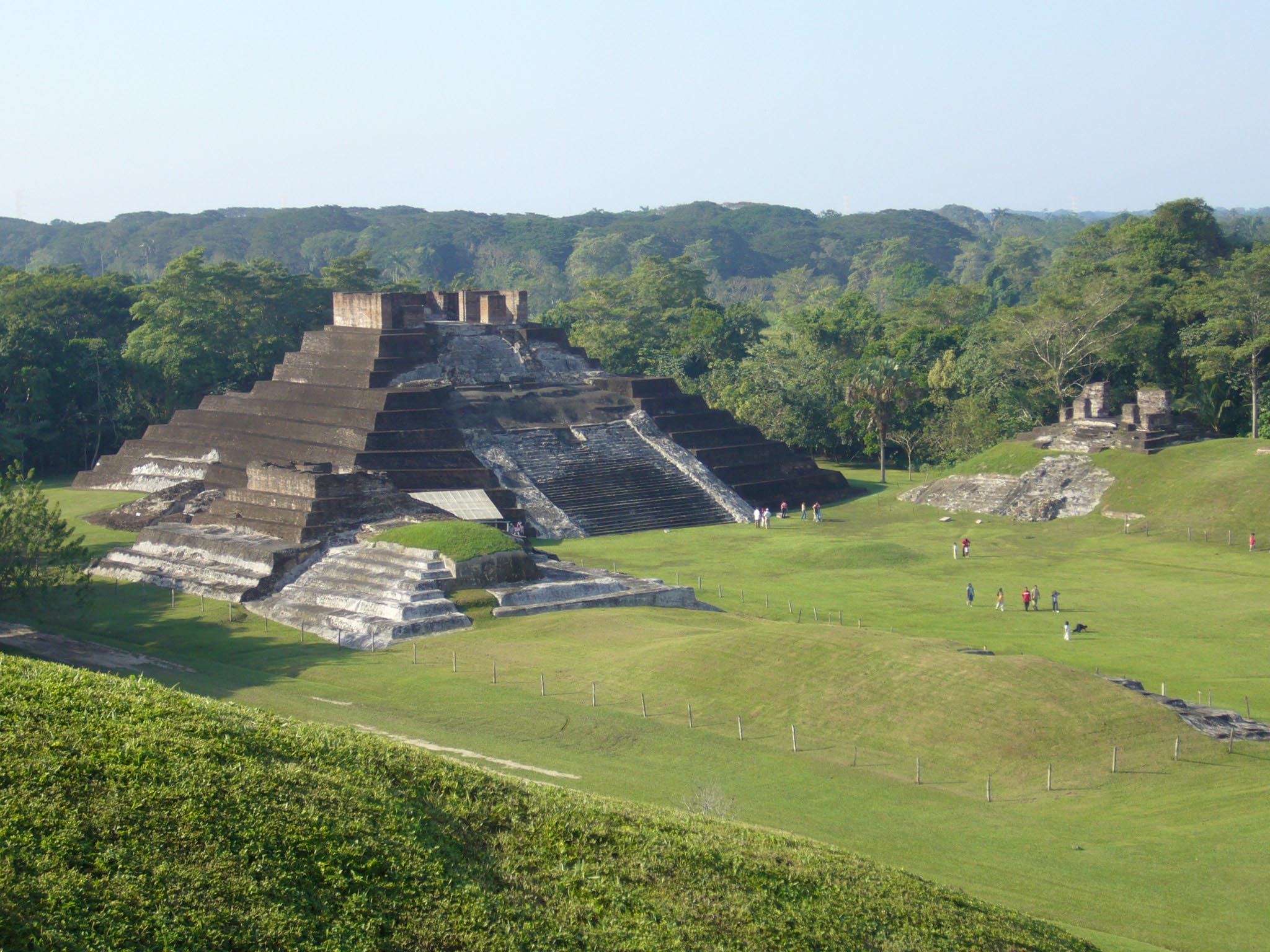
Antigua ciudad maya de Comalcalco

## Sitios de interés
- Parque Juárez: Uno de los principales puntos de reunión social y convivencia.[35]
- Estadio Antonio Valenzuela Alamilla: Ha sido casa de muchos conciertos de los artistas más famosos, albergando también al equipo local de fútbol los "Chocolateros de Comalcalco" de la 4.ª división del fútbol mexicano, y a los Toros de Comalcalco de la Liga Tabasqueña Instruccional de Béisbol.
- Hacienda Cholula: Está ubicada en la carretera Comalcalco-paraíso, ranchería Norte 1.ª sección.
- Hacienda La Luz: Se ubica en el corazón de la ciudad, cuenta con el primer museo del chocolate de Latinoamérica. [36]
- Hacienda Jesús María: Se ubica en la ranchería Sur 5.ª Sección.[37]
- Zona Arqueológica de Comalcalco: Sitio arqueológico de la civilización maya localizado a 5 km del centro de la ciudad. Su particularidad es que es la única ciudad maya construida de ladrillo cocido.[38]
- Museo de Sitio: Se ubica en la entrada de la zona arqueológica, exhibe los vestigios arqueológicos de la cultura maya-chontal.

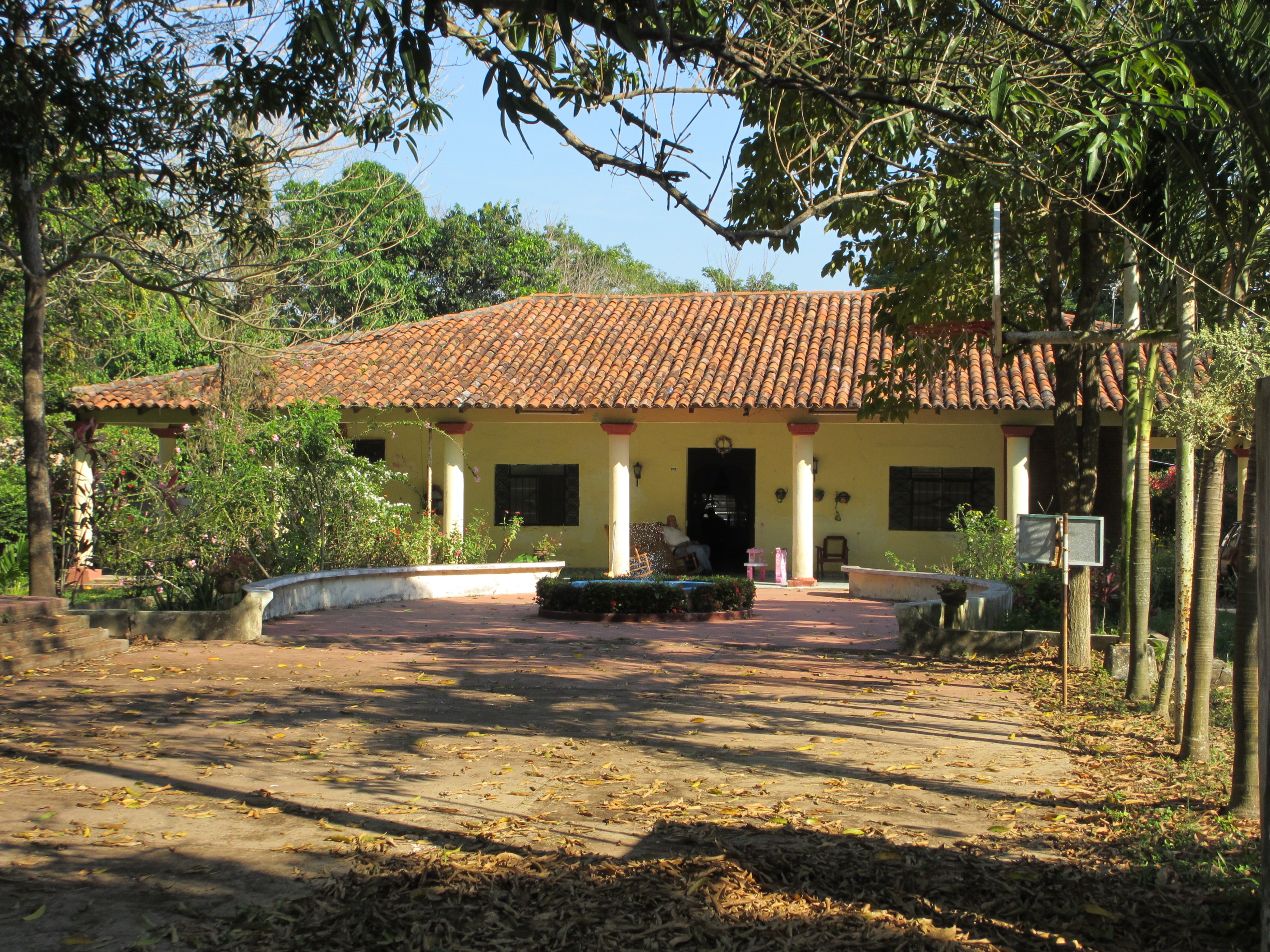
Finca Cholula

## Vías de comunicación

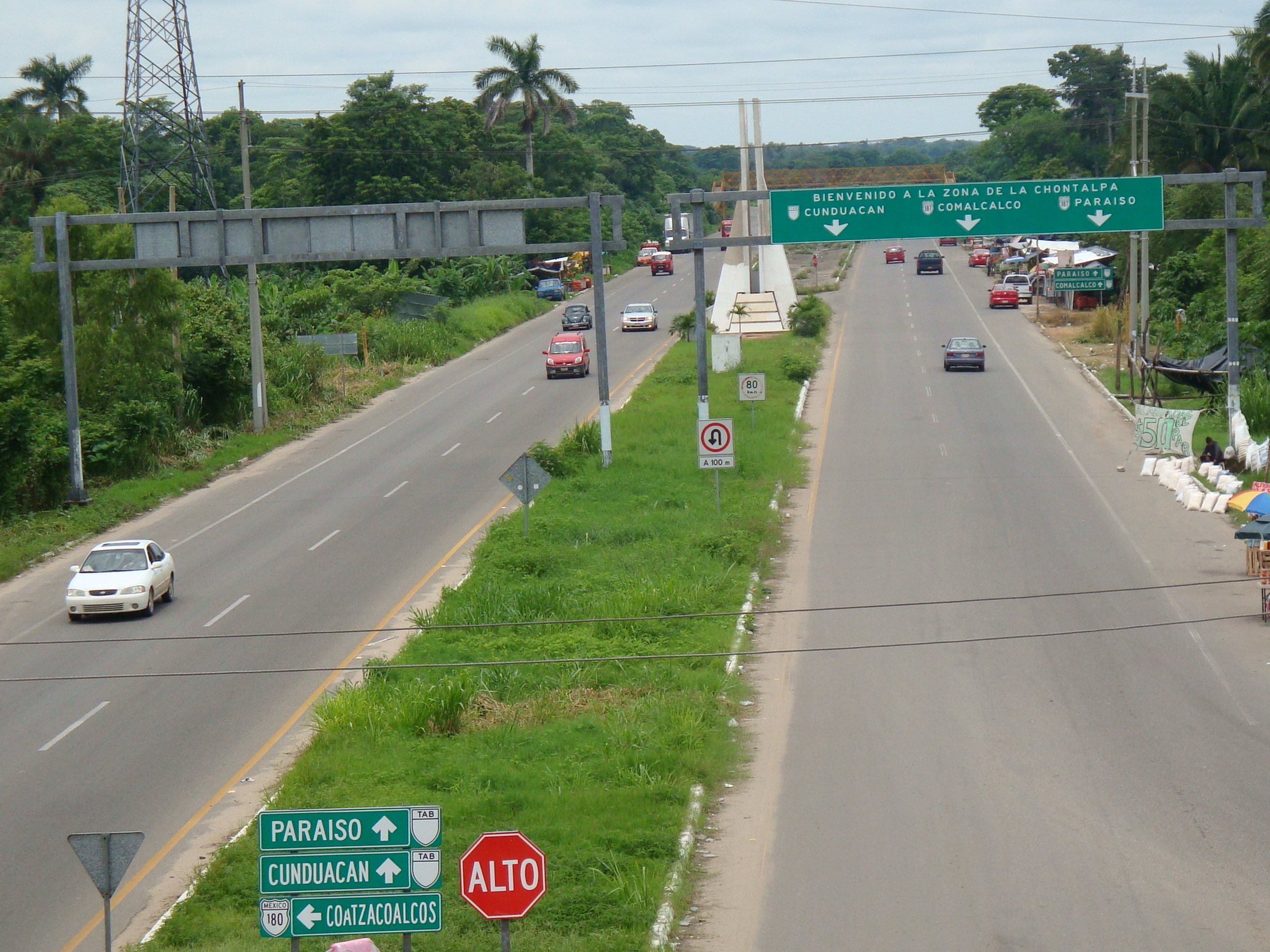
La autopista de cuatro carriles La Isla-Dos Bocas, comunica en forma rápida y segura a la ciudad de Comalcalco con la capital del estado.

A Comalcalco se puede llegar por carretera a través de la autopista estatal La Isla-Dos Bocas, la cual comunica a la ciudad, con las ciudades de Villahermosa, Cunduacán y Paraíso.
También cruza Comalcalco la carretera federal n.º 187 Malpaso-El Bellote, que comunica a la ciudad con Heroica Cárdenas, Huimanguillo y Paraíso, así como la carretera estatal Villahermosa - Comalcalco, que además de comunicar a Comalcalco con la capital del estado, la comunica también con las ciudades de Jalpa de Méndez y Nacajuca.

## Fiestas y tradiciones
- Enrama: Fiesta del Santo Patrono de Comalcalco, San Isidro Labrador. Dicha festividad se realiza en el mes de mayo de cada año y consiste en que las ermitas del municipio llevan sus ofrendas hasta la parroquia ubicada en la plaza principal. Las ofrendas consisten en cacao, despensas, animales de granja, hasta ganado vacuno.[41]

- Feria Comalcalco: Realizada en el mes de mayo. Esta feria es sumamente atractiva por el elenco artístico que se presenta en el Teatro del Pueblo (Estadio Antonio Valenzuela Alamilla), el cual es conformado por artistas de talla nacional e internacional, y sus presentaciones son gratuitas. La feria se realizaba en los antiguos terrenos de la feria, ubicado sobre el Bulevar Leandro Rovirosa Wade, hasta que dicho terreno fue donado para la construcción del Hospital Regional Desiderio G. Rosado. Después fue trasladado a la Unidad Deportiva por poco tiempo, antes de cambiarse a un terreno ubicado sobre el mismo Bulevar en el 2010. [42]
- Fundación de Comalcalco: Se celebra el 27 de octubre, en el mercado público y el parque central.[43][44]